# ونونا (ایلینوی)
ونونا، ایلینوی (به انگلیسی: Wenona, Illinois) یک شهر در ایالات متحده آمریکا با جمعیت ۱٬۰۶۵ نفر است که در ایلی‌نوی واقع شده‌است.

## موقعیت جغرافیایی
موقعیت جغرافیایی شهرها و مناطق اطراف به شرح زیر است: